# Раздан (місто)
Разда́н (вірм. Հրազդան, до 1959 селище Ахта) — місто у Вірменії, республіканського підпорядкування, центр Разданського району, адміністративний центр марзу (області) Котайк. Місто розташоване на річці Раздан (притока Араксу), відповідно назва походить від річки. Залізничний вузол, центр промисловості. Місто знаходиться за 50 км на північний схід від Єревана та засноване переселенцями із Західної Вірменії — Маку, Салмасту, Сасуну та Карсу.

## Географія
Місто розташоване в зоні степів і рідколісся.
Через територію міста протікає річка  Раздан і її притоки:  Цахкадзор і  Какавадзор. У межах міста розташовано Ахбюракське водосховище з об'ємом в 5 млн м³, здане в експлуатацію в 1953 році.
На невеликій відстані від міста, в басейні річки Раздан розташовані декілька родовищ: золото-залізоносне,  Меградзорське поліметалічне, в тому числі декілька золотоносних,  Разданська комплексне, в основному зазначене вмістом сполук заліза, титану, марганцю, фосфору й інших елементів.

## Клімат
Клімат різко-континентальний з помірно-прохолодним, дощовим літом і досить холодною і сніжною зимою. Сумарна кількість опадів в році в середньому становить 550–600 мм, вологість — близько 65%.
Абсолютний максимум температури: +33 °С
Абсолютний мінімум температури: −38 °С

## Транспорт
На північ від Єревану в 50 км знаходиться залізнична станція.

## Промисловість
Гірничо-хімічний комбінат (з комплексної переробки місцевих нефелінових сієнітів). ГРЕС, ТЕЦ, Атарбекянская ГЕС. Комбінати великопанельного домобудівництва і холодильний, філія швейної фабрики, молочний, пивоварний заводи. Індустріально-технологічний технікум.

## Пам'ятки
- Монастирський комплекс Макраванк (XIII ст.) знаходиться в південній частині міста Раздана (котайкскій марз). Головна церква — Св. Богородиці, являє собою купольний зал з двома двоповерховими прибудовами в західній стороні. З південного боку розташована друга однонефної церква. До церкви Св. Богородіци із заходу примикав квадратний в плані притвор, від якого збереглися лише підстави стін. У східній частині монастиря маленьке кладовище з писаними хачкарами.
- Картинна галерея
- Монастир Макраванк 13 століття